# Anoba cowani
Anoba cowani là một loài bướm đêm trong họ Erebidae.